# FC Balzers
El FC Balzers és un club de futbol de Liechtenstein que juga a la ciutat de Balzers. Tradicionalment és el segon club del país per palmarès, juga a la lliga suïssa de futbol.

## Palmarès
- Copa de Liechtenstein de futbol: 11
  - 1964, 1973, 1979, 1981, 1982, 1983, 1984, 1989, 1991, 1993, 1997

## Jugadors destacats
- Mario Frick